# Diego de Abreu
Diego de Abreu (Sevilla, España, ca. 1509 - Asunción del Paraguay, e/ 14 y 31 de marzo de 1549) fue un hidalgo, militar que llegó al rango de capitán y conquistador español que acompañó a Pedro de Mendoza en la primera fundación de Buenos Aires en 1536 y que, por deposición del lugarteniente Francisco de Mendoza que había sido nombrado por el gobernador interino Domingo Martínez de Irala, fuera popularmente votado como teniente de gobernador general de Asunción, al tiempo que obligaban a asumir en la gobernación al capitán Gonzalo de Mendoza.

## Biografía
Diego de Abreu había nacido hacia 1509 en la ciudad de Sevilla, capital del reino homónimo que formaba parte de la Corona castellana, y que a partir de la autoproclamación de Carlos I como rey en 1516, pasaría a ser de la Corona de España. Era hijo de los hidalgos Cerezo de Abreu y de Beatriz Barba.
Acompañó en la expedición del adelantado Pedro de Mendoza a Sudamérica y fue vecino fundador de la primera Buenos Aires el 2 de febrero de 1536.
Una vez fallecido el adelantado, surgirían durante casi tres años unas disputas entre los dos aspirantes a la gobernación, uno nombrado por el lugateniente Juan de Ayolas: el capitán Domingo Martínez de Irala nombrado teniente de gobernador de La Candelaria, y el otro por el adelantado Pedro de Mendoza: el capitán Francisco Ruiz Galán quien fuera el teniente de gobernador de Buen Ayre, Corpus Christi y Buena Esperanza.
Por real cédula con la primera connotación democrática en esas tierras, portada por el veedor Alonso de Cabrera, y este terminaría asignando en mayo de 1539 a Irala como gobernador del Río de la Plata y del Paraguay. En el mismo año, dio la orden al capitán Diego de Abreu para traer gente de la primera Buenos Aires hacia la ciudad de Asunción y al lograr dicho objetivo, varias familias soltaron en las pampas yeguas y caballos que se transformarían en cimarrones, y con dicho contingente al cual se les dio casas y tierras para cultivar, se incrementó la población asuncena en unos seiscientos españoles.
Durante la administración de Martínez de Irala que tenía como lugarteniente a Francisco de Mendoza, en 1545 lo dejaría a cargo mientras hacía sus exploraciones por el Chaco Boreal, y luego de una revuelta en 1547 provocada por falsos rumores de que Irala había muerto a manos de los aborígenes, depusieron al teniente de gobernador general de Asunción antes citado para ser suplantado por medio de una votación por Diego de Abreu el 12 de noviembre del corriente, y quien una vez en el poder, depuso al gobernador interino Irala y obligó a asumir la gobernación al capitán Gonzalo de Mendoza.
Abreu era opuesto a las políticas conquistadoras de Martínez de Irala y tuvo actitudes crueles ante los indígenas. Cuando Francisco de Mendoza trató de recuperar el poder lo persuadió pero finalmente lo mandó a apresar y decapitar.
Al regresar Irala a la ciudad de Asunción en 1549, tomó conocimiento que se habían producido grandes disturbios y los rebeldes lo habían depuesto de su cargo el año anterior, sumado a que también habían decapitado a su lugarteniente, pero por mayoría popular, Irala fue repuesto en el cargo de gobernador interino el 13 de marzo del mismo año e hizo ajusticiar al teniente de gobernador Abreu, dejando en su puesto al obligado gobernador interino Gonzalo de Mendoza.